# Kamui-den
Kamui-den (jap.: カムイ伝) ist eine japanische Manga-Serie von Sanpei Shirato, die von 1964 bis 1971 veröffentlicht wurde. Der ebenfalls als Manga veröffentlichte Ableger Ninpu Kamui Gaiden wurde als Animeserie sowie als Realfilm adaptiert und ist auch als Legend of Kamui oder Search af the Ninja bekannt.

## Inhalt
Kamui ist ein Ninja aus der Edo-Zeit, der beschlossen hat, seinen Clan zu verlassen. Während seiner Lehrjahre hat Kamui bemerkt, dass er selbst zwar noch hohe Moralvorstellungen hat, doch die anderen Ninja sich nur stets nach dem großzügigsten Geldgeber richten. Seitdem wird er von den Mitgliedern seines ehemaligen Clans unerbittlich verfolgt, die ihn als Verräter betrachten und ihn deshalb töten wollen. Kamui wandert durch Japan, um ihnen zu entkommen, indem er seine Intelligenz und seine großen Fähigkeiten einsetzt, um zu überleben. Im Laufe der Serie beginnt Kamui unter Paranoia zu leiden, da er ständig verfolgt wird. Kamui beginnt zu glauben, dass jeder ihn ermorden wolle und misstraut jedem, dem er begegnet.

## Veröffentlichung
Der Manga erschien von 1964 bis 1971 im Magazin Garo bei Seirindo. Kurz zuvor wurde das Magazin von Sanpei Shirato als Publikation für Alternative Manga mit begründet. Um das von ihm mitgegründete Magazin-Projekt zu unterstützen, arbeitete der Künstler ohne Honorar, seine Assistenten bezahlte er aus eigener Tasche. Der Verlag brachte die Kapitel auch gesammelt in 21 Bänden heraus.
Ein Ableger des Mangas erschien als Ninpu Kamui Gaiden ab Mai 1965 im Magazin Shōnen Sunday bei Shogakukan. Die Serie wurde im Januar 1967 abgeschlossen und auch in zwei Sammelbänden herausgegeben. Der Manga wurde ab Februar 1982 im Big Comic fortgesetzt und dort im März 1987 abgeschlossen. Die Fortsetzung wurde auch in 20 Sammelbänden veröffentlicht.
1995 erschienen die ersten zwei Bände von Kamui Gaiden in deutscher Übersetzung beim Carlsen Verlag als Kamui. Bereits 1987 erschienen zwei Bände bei Eclipse Comics in den USA als Legend of Kamui sowie weitere einzelne Kapitel in einem Heft, das Viz Media alle zwei Wochen herausgab und das weitere Mangaserien enthielt. Editora Abril brachte eine portugiesische Übersetzung in Brasilien heraus.

## Anime-Adaptionen
Eine Adaption als Anime-Serie wurde von TJC (heute Eiken) produziert. Regie führte Yonehiko Watanabe und das Drehbuch schrieb Junji Tashiro. Das Charakterdesign entwarf Shūichi Seki und die künstlerische Leitung lag bei Toshihiro Ōsumi. Die insgesamt 26 je 25 Minuten langen Folgen wurden ab dem 6. April 1969 von Fuji TV ausgestrahlt. Die letzte Folge wurde am 28. September 1969 gezeigt. Eine spanische Fassung wurde in Spanien und Lateinamerika gezeigt, eine italienische lief im italienischen Fernsehen.
Am 20. März 1971 kam ein Film zur Serie in die japanischen Kinos. Kamui Gaiden: Tsukihigai no Maki (カムイ外伝 月日貝の巻) ist ein Zusammenschnitt aus mehreren Folgen der Fernsehserie.

### Synchronisation
| Rolle  | Japanische Sprecher (Seiyū) |
| ------ | --------------------------- |
| Kamui  | Kōji Nakata                 |
| Fudo   | Iemasa Kayumi               |
| Sone   | Mikio Terashima             |
| Ryuta  | Katsue Miwa                 |
| Hogyo  | Joji Yanami                 |
| Ryu    | Kazuya Tatekabe             |
| Shiro  | Kei Tomiyama                |
| Hanbee | Akira Kamiya                |

### Musik
Die Musik der Serie komponierte Ryōichi Mizutani. Für den Vorspann verwendete man das Lied Shinobi no Theme (忍びのテーマ) von Tatsuya Jo in einer instrumental-Version. Der Abspann wurde mit dem gleichen Lied unterlegt, jedoch mit Gesang von Hiroshi Mizuhara. Während der Folgen wird Shiroi Tsubame (白いつばめ) von Duke Aces eingespielt.

## Realfilm
2009 kam ein Realfilm zum Manga in die japanischen Kinos. Er basiert auf der zweiten Serie, die ab 1965 erschien. Bei der Produktion führte Yōichi Sai, der zusammen mit Kankuro Kudo auch das Drehbuch schrieb. Premiere des Films war am 19. September 2009. Es folgten chinesische, englische und portugiesische Veröffentlichungen.

## Rezeption
Der Manga gehört zu den einflussreichsten Serien der 1960er Jahre, prägte historische Erzählungen und die damalige Gekiga-Bewegung alternativer Comics. So wird er von Hayao Miyazaki als einer seiner Lieblingsmangas genannt, der ihn bei Filmen wie Prinzessin Mononoke beeinflusste. Bei den Protestwellen der 1960er Jahre in Japan wurde Kamui aufgegriffen und zu einer Symbolfigur für die protestierenden Studenten. Neben Studenten waren auch Intellektuelle von der Serie angetan. Beide Gruppen trugen auch zum kommerziellen Erfolg der Serie und seines Magazin Garo bei. Für dieses wurde der Manga zum Blickfang und wichtigstes Verkaufsargument.
Paul Gravett beschreibt den Manga als „Entwicklungsroman um einen jungen Ninja im feudalistischen Japan des 17. Jahrhunderts, bis in die Details historisch akribisch dokumentiert“, der „mit sozialkritischer Intention vor allem auch die Schattenseiten der Edo-Zeit, den Alltag der Besitzlosen und Unterdrückten“ zeige. Klassenkampf sei zentrales Motiv der Serie, der Protagonist die Verkörperung eines unbeugamen Helden des Volkes. Ryan Holmberg nennt den Manga ein „linkes Historienepos“, das vom alltäglichen Leben einfacher Menschen und Außenseiter und deren Kampf gegen die Obrigkeit erzählt, sowie mit lehrreichen Details über den Alltag im Japan jener Zeit aufwartet.
Zur in den 1980ern erschienenen Fortsetzung schreibt Jason Thompson, diese sei in einem glatteren Stil als die Originalserie gezeichnet und mit konservativem Layout. Die Hintergründe seien wundervoll detailliert und die Actionszenen gut gelungen.